# سان مارسيل
سان مارسيل (بالدوتين: 'en Mar' i) هي بلدة تقع في منطقة وادي أوستا شمال غرب إيطاليا.